# Cefdaloxime
Cefdaloxime (INN) là một loại kháng sinh cephalosporin thế hệ thứ ba. 